# Lista de compositores portugueses de música erudita
Esta lista indica os principais compositores de Música Erudita, mais popularmente conhecida como Música Clássica, de Portugal, desde a fundação da nação, passando pelo criativo século XVI até ao século XXI.

## Idade Média
- Dinis I de Portugal (1261 – 1325) (vide Pergaminho Sharrer)

## Renascimento
- Afonso Perea Bernal (? – 1563)
- Aires Fernandes (fl. 1550)
- Alexandre de Aguiar (? – 1605) (sem obra sobrevivente)
- Álvaro Afonso (fl. 1440/1471) (sem obra sobrevivente)
- Andreas de Silva (fl. 1520) (nacionalidade incerta)
- António de Baena (fl. 1540)
- António Carreira (1520 – 1587/1597)
- Frei António Carreira (c. 1550/5 – 1599)
- António Carreira Mourão (fl. 1606 – m. 1637)
- António Fernandes (c. 1550 – após 1626)
- António de Oliveira (fl. c. 1600)
- António Pinheiro (c. 1550 – 1617)
- Bartolomeu Trosilho (c. 1500 – c. 1567)
- Bento (c. 1530 – 1602)
- Brás (? – 1582)
- Cosme Delgado (c. 1530 – 1596)
- Damião de Góis (1502 – 1574)
- Diogo de Alvarado (1570 – 1643) (nascido em Espanha)
- Diogo Fernandes Formoso (c. 1510 – ?)
- Duarte Lobo (1565 – 1646)
- Estêvão de Brito (1575 – 1641)
- Estêvão de Cristo (fl. 1559 – m. 1613)
- Estêvão Lopes Morago (c. 1575 – c. 1630) (nascido em Espanha)
- Fernão Gomes Correia (fl. 1505 – 1572)
- Filipe de Magalhães (1571 – 1652)
- Francisco Garro (c. 1556 – c. 1623) (nascido em Espanha)
- Francisco de Santa Maria (c. 1532 – 1597)
- Francisco de Santiago (c. 1578 – 1644)
- Francisco Velez (? – 1587)
- Garcia de Resende (1470 – 1536) (sem obra sobrevivente)
- Gaspar Fernandes (1566 – 1629)
- Gil Vicente (c. 1465 – c. 1536) (sem obra sobrevivente)
- Ginés de Morata (? – c. 1576) (nascido em Espanha)
- Gonçalo de Baena (c. 1480 – depois de 1540) (nascido em Espanha)
- Gonçalo Mendes de Saldanha (? – c. 1625)
- Heliodoro de Paiva (c. 1502 – 1552)
- João de Badajoz (fl. 1516/1547)
- João Leite de Azevedo (fl. 1591/1600)
- Lourenço Ribeiro (c. 1570 – c. 1606)
- Manuel Cardoso (cantochanista, ? – 1595)
- Manuel Cardoso (polifonista, 1566 – 1650)
- Manuel Leitão de Avilez (? – 1630)
- Manuel Mendes (1547 – 1605)
- Manuel Rebelo (c. 1575 – 1647)
- Manuel Rodrigues Coelho (c. 1555 – c. 1635)
- Mateus de Aranda  (c. 1495 – 1548) (nascido em Espanha)
- Miguel da Fonseca (? – 1544)
- Miguel Leitão de Andrada (1553 – 1630) (vide "Puestos están, frente a frente")
- Peixoto da Pena (sem obra sobrevivente)
- Pedro de Cristo (1545/1550 – 1618)
- Pedro de Escobar (1465 – 1535)
- Pedro Talésio (c. 1563 – c. 1629) (nascido em Espanha)
- Pero de Gamboa (c. 1563 – 1638)
- Simão dos Anjos de Gouveia (fl. 1600/1622)
- Vasco Pires (fl. 1481/1509)
- Vicente (? – 1580)
- Vicente Lusitano (c. 1550 – 1561)

## Barroco
- Agostinho da Cruz (c. 1590 – 1633)
- Andrés Botello de Azambuja (fl. 1649 – 1672)
- André da Silva Gomes (1752 – 1844)
- António Correia Braga (século XVII)
- António da Costa (1714 – 1780)
- António José da Silva (1705 – 1739) (nascido no Brasil colonial)
- António Leal Moreira (1758 – 1819)
- António Marques Lésbio (1639 – 1709)
- António de Moura (fl. 1647 – 1671)
- António Teixeira (1707 – c. 1769)
- Bárbara de Portugal (1711 – 1758)
- Carlos Seixas (1704 – 1742)
- David Perez (1711 – 1778) (nascido no Reino de Nápoles)
- Diogo da Conceição
- Diogo Dias Melgás (1638 – 1700)
- Fernando de Almeida (1603/04 – 1660)
- Filipe da Madre de Deus (c. 1620 – c. 1690)
- Francisco António de Almeida (1722 – 1752)
- Francisco Barbosa (fl. 1654)
- Francisco da Costa (? – 1667)
- Francisco Garro (1594 – 1623) (nascido em Espanha)
- Francisco Inácio Solano (1720 – 1800)
- Francisco José Coutinho (1680 – 1724)
- Francisco Luís (? – 1693)
- Francisco Martins (ca. 1620/25 – 1680)
- Francisco de Santiago (c. 1578 – 1644)
- Francisco Xavier Baptista (? – 1797)
- Ginés Martínez de Galves (fl. 1633 – 1668)
- Gonçalo Mendes Saldanha (c. 1580 – 1645)
- Jaime de la Té y Sagáu (1684 – 1736) (nascido em Espanha)
- Jerónimo Francisco de Lima (1743 – 1822)
- João IV de Portugal (1603 – 1656)
- João Álvares Frovo (1602 – 1682)
- João Cordeiro da Silva (fl. 1760/1788)
- João de Cristo (? – 1654)
- João de Figueiredo Borges (? – 1674)
- João Lourenço Rebelo (1610 – 1665)
- João Rodrigues Esteves (1719 – 1751)
- João de Sousa Carvalho (1745 – c. 1798)
- José Joaquim dos Santos (1747 – 1801)
- José Marques e Silva (1782 – 1837)
- José Mazza (c. 1735 – 1797)
- José de Santo António (fl. 1750/1770)
- Juan Serqueira de Lima (c. 1655 – 1726)
- Lobo de Mesquita (1746 – 1805) (nascido no Brasil colonial)
- Lucas Puxol (?)
- Luciano Xavier Santos (1734 – 1808)
- Luís das Chagas (? – 1640)
- Luís de Cristo (1625 – 1693)
- Manuel Correia (c. 1600 – 1653)
- Manuel Correia do Campo (1593 – 1645)
- Manuel Ferreira (c. 1670 – 1730)
- Manuel Machado (c. 1590 – 1646)
- Manuel Nunes da Silva (? – c. 1704)
- Manuel de Pereira (fl. 1677 – 1718)
- Manuel Pousão (1594/98 – 1683)
- Manuel Tavares (c. 1585 – 1638)
- Marcos Soares Pereira (? – 1655)
- Martim Garcia de Olagué (? – depois de 1710)
- Matias de Sousa Vilalobos (c. 1643 – c. 1704)
- Miguel da Natividade (c. 1630 – c. 1690)
- Nicolau Tavares (? – depois de 1638)
- Nicolau Dias de Velasco (1590 – 1659)
- Pedro II de Portugal (1648 – 1706)
- Pedro de Araújo (? – 1715)
- Pedro da Esperança (1598 – 1660)
- Pedro da Fonseca Luzio (1610 – 1662)
- Raimundo da Conversão (1601 – 1661)
- Roberto Tornar (c. 1587 – c. 1629) (nascido nas Ilhas Britânicas)
- Romão Mazza (1719 – 1747)
- Teodósio, Príncipe do Brasil (1634 – 1653)
- Tomás Pereira (1645 – 1708)

## Classicismo
- António da Silva Leite (1759 – 1833)
- António de Abreu (fl. 1779/1799)
- António Leal Moreira (1758 – 1819)
- César A. de Casella (1822 – 1886)
- Domingos de São José Varella (fl. 1806 – 1825)
- Epifânio Loforte (fl. 1769/1790 – 1808)
- Ernesto Meumann (c. 1810 – 1867) (nascido no Grão-Ducado de Hesse)
- Francisco Gomes da Rocha (1745 – 1808) (nascido no Brasil colonial)
- José Marques e Silva (1782 – 1837)
- Jerónimo Francisco de Lima (1743 – 1822)
- João de Sousa Carvalho (1745 – 1798)
- João Domingos Bomtempo (1775 – 1842)
- João José Baldi (1770 – 1816)
- João Pedro de Almeida Mota (1744 – 1817)
- João Ribeiro de Almeida Campos (fl. 1786)
- José Avelino Canongia (1784 – 1842)
- José do Espírito Santo e Oliveira (1755 – 1819)
- José Joaquim dos Santos (1747 – 1801)
- José Maurício Nunes Garcia (1767 – 1830) (nascido no Brasil colonial)
- Luciano Xavier Santos (1734 – 1808)
- Manuel da Paixão Ribeiro (fl. 1789)
- Manuel de Moraes Pedroso (fl. 1750/1770)
- Manuel José Vidigal (? – 1805)
- Marcos Portugal (1762 – 1830)
- Pedro António Avondano (1714 – 1782)
- Pedro IV de Portugal (1798 – 1834)
- Policarpo José António da Silva (1744/5 – 1803)
- Ricardo Porfírio da Fonseca (? – 1858)
- Vicente Pedro Nolasco da Cunha (1771 – 1844)

## Romantismo
- Alexandre Rey Colaço (1854 – 1928) (nascido em Marrocos)
- Alfredo Keil (1850 – 1907)
- Alfredo Napoleão (1852 – 1917)
- Angelo Frondoni (1812 – 1891) (nascido no Primeiro Império Francês)
- António José Croner (1826 – 1888)
- Artur Napoleão (1843 – 1925)
- Augusto Machado (1845 – 1924)
- Augusto Neuparth (1830 – 1887)
- César Casella, o filho (? – 1915)
- Cinira Polónio (1858 – 1937)
- Fernando de Azevedo e Silva (1845 – 1923)
- Eduardo da Fonseca (1863 – 1938)
- Eduardo Medina Ribas (1822 – 1883)
- Eurico Tomás de Lima (1908 – 1989)
- Francisco Alves Rente (1851 – 1891)
- Francisco de Freitas Gazul (1842 – 1925)
- Francisco de Sá Noronha (1820 – 1881)
- Francisco Eduardo da Costa (1819-1850)
- Francisco Gomes Ribeiro (1870 – 1967)
- Francisco Manuel da Silva (1795 – 1865) (nascido no Brasil colonial)
- Furtado Coelho (1831 – 1900)
- Guilherme da Silveira Borges (1841 – 1863)
- Henrique Lopes de Mendonça (1856 – 1931)
- Jácome de Sousa Ribeiro (1862 – ?)
- João Arroio (1861 – 1930)
- João Guilherme Bell Daddi (1813 – 1887)
- Joaquim Casimiro (1808 – 1862)
- José Augusto Ferreira Veiga (1838 – 1903) (nascido no Macau Português)
- José Ernesto de Almeida (1807 – 1869)
- José Francisco Arroio (1818 – 1886) (nascido em Espanha)
- Júlio Cândido Neuparth (1863 – 1919)
- Júlio Eduardo dos Santos (1889 – 1969?)
- Lucien Lambert (1858 – 1945) (nascido nos Estados Unidos da América)
- Manuel Inocêncio Liberato dos Santos (1805 – 1887)
- Manuel Patrício de Bastos (1800 – 1856)
- Miguel Ângelo Pereira (1843 – 1901)
- Óscar da Silva (1870 – 1958)
- Pedro Machado de Alcântara (1849 – 1894)
- Rafael Coelho Machado (1814 – 1887)
- Robert Coverley (1864 – 1944)
- Sá Noronha (1820 – 1881)
- Tomás Vaz de Borba (1867 – 1950)
- Vianna da Motta (1868 – 1948) (nascido em São Tomé e Príncipe colonial)
- Victor Hussla (1857 – 1899) (nascido na Rússia)
- Virgínia de Oliveira Basto (1859 – 1939)

## Modernismo/Contemporâneo
- Adérito Valente (1980 –)
- Adácio Pestana (1925 – 2004)
- Álvaro Cassuto (1938 –)
- Álvaro Salazar (1938 –)
- Armando José Fernandes (1906 – 1983)
- Armando Leça (1891 – 1977)
- Ana Paula Andrade (1964 -)
- Anatólio Falé (1913 – 1980)
- Anne Victorino de Almeida (1978 –) (nascida em França)
- Antero Ávila (1973 –)
- António Chagas Rosa (1960 –)
- António Chainho (1938 –)
- António Fragoso (1897 – 1918)
- António Pinho Vargas (1951 –)
- António Victorino de Almeida (1940 –)
- Artur Ribeiro (1924 – 1982)
- Augusto Neuparth Vieira (1888 – c. 1953)
- Áureo Castro (1917 – 1993)
- Bernardo Sassetti (1970 – 2012)
- Berta Alves de Sousa (1906 – 1997)
- Bruno Bizarro (1979 –)
- Cândido Lima (1939 –)
- Carlos Azevedo (1949 – 2012)
- Carlos Caires (1968 –)
- Carlos Paredes (1925 – 2004)
- César Morais (1918 – 1992)
- Cláudio Carneyro (1895 – 1963)
- Constança Capdeville (1937 – 1992) (nascida em Espanha)
- Cristóvão Silva (1969 –)
- Daniel Martinho (1985 –)
- David Sequeira (1931 –)
- Diogo da Costa Ferreira (1993-)
- Eduardo Paes Mamede (1952 –)
- Eduardo Luís Patriarca (1970 –)
- Emmanuel Nunes (1941 – 2012)
- Ernesto Rodrigues (1959 –)
- Eugénio Amorim (1963 –)
- Eurico Carrapatoso (1962 –)
- Fernando Corrêa de Oliveira (1921 – 2004)
- Fernando de Carvalho (1913 – 1967)
- Fernando Lapa (1950 –)
- Fernando Lopes-Graça (1906 – 1994)
- Fidelino Otelo Cardoso (1885 – 1954)
- Filipe Vieira (1975 -)
- Flávio Rodrigues da Silva (1902 – 1950)
- Francine Benoît (1894 – 1990) (nascida em França)
- Francisco de Lacerda (1869 – 1934)
- Frederico de Freitas (1902 – 1980)
- Frederico Valério (1913 – 1982)
- Hélder Bruno (1976 –)
- Helder Filipe Gonçalves (1976 –)
- Isabel Pires (1970 –)
- Isabel Soveral (1961 –)
- João dos Reis das Neves (1881 – ?)
- João Pedro Oliveira (1959 - )
- João Paulo Esteves da Silva (1961 –)
- João Quinteiro (1984 - )
- Joaquim dos Santos (1936 – 2008)
- Joly Braga Santos (1924 – 1988)
- Jorge Croner de Vasconcelos (1910 – 1974)
- Jorge Peixinho (1940 – 1995)
- José António Pinheiro e Rosa (1908 – 1995)
- José Belo Marques (1898 – 1987)
- José Peixoto (1960 –)
- Josué Francisco Trocado (1882 – 1962)
- Luis Cipriano (1964 - )
- Luís Costa (1879 – 1960)
- Luís de Freitas Branco (1890 – 1955)
- Luís Tinoco (1969 –)
- Manuel Ferreira de Faria (1916 – 1983)
- Manuel Ivo Cruz (filho) (1935 – 2010)
- Manuel Ivo Cruz (pai) (1901 – 1985)
- Manuel Morais (1943 –)
- Manuel Rodrigues de Azevedo (1915 – 1988)
- Marcos Romão dos Reis Júnior (1917 – 2000)
- Maria de Lourdes Martins (1926 – 2009)
- Mário de Sampayo Ribeiro (1898 – 1966)
- Miguel Azguime (1960 –)
- Nuno Côrte-Real (1971 –)
- Paulo Bastos (1967 –)
- Pedro Amaral (1972 –)
- Pedro Caldeira Cabral (1950 –)
- Pedro Faria Gomes (1979 –)
- Pedro Macedo Camacho (1979 –)
- Pedro Teixeira Silva (1971 - )
- Raul Campos (1885 – 1947)
- Rodrigo Leão (1964 –)
- Rudesindo Soutelo (1952 –) (nascido em Espanha)
- Rui Massena (1972 –)
- Ruy Coelho (1889 – 1986)
- Sequeira Costa (1929 –) (nascido na Angola colonial)
- Sérgio Azevedo (1968 –)
- Tomás Henriques (1963 –)
- Carlos Marecos  (1963-)